# Premi de Novel·la Ciutat d'Alzira
El Premi de Novel·la Ciutat d'Alzira és un premi literari de novel·la en català organitzat per Edicions Bromera, amb una dotació econòmica el 2016 de 16.000 €, quantitat sufragada per l'Ajuntament d'Alzira (Ribera Alta). Els premis s'atorguen des de l'any 1989 i amb els anys ha incorporat noves categories literàries per al de formar el conjunt dels coneguts Premis Literaris Ciutat d'Alzira.

## Llista de premiats
| Any  | Edició | Títol                            | Premiat                     |
| ---- | ------ | -------------------------------- | --------------------------- |
| 1989 | 1      | Allah Akbar (el morisc)          | Miquel Ferrà i Martorell    |
| 1990 | 2      | Ribera                           | Josep Lozano                |
| 1991 | 3      | Dies d'ira                       | Vicent Josep Escartí        |
| 1992 | 4      | Anelles olímpiques en forma d'ou | Xavier Cassadó              |
| 1993 | 5      | Rei de mi                        | Joan Cavallé                |
| 1994 | 6      | Un dia en la vida d'Ishak Butmic | Jordi Tiñena                |
| 1995 | 7      | Reines i peons                   | Jordi Mata                  |
| 1996 | 8      | El tatuatge dels apàtrides       | Josep Palomero              |
| 1997 | 9      | Les potències de l'ànima         | Josep Franco                |
| 1998 | 10     | Aigua en cistella                | Carme Miquel                |
| 1999 | 11     | Vespres de sang                  | Joan Olivares               |
| 2000 | 12     | Malson                           | Àngels Moreno               |
| 2001 | 13     | Verso                            | Manuel Baixauli             |
| 2002 | 14     | L'hereu                          | Àlan Greus                  |
| 2003 | 15     | Les cendres del cavaller         | Silvestre Vilaplana         |
| 2004 | 16     | Quan la lluna escampa els morts  | Esperança Camps             |
| 2005 | 17     | Viatge a contrallum              | Eloi Sala Vila              |
| 2006 | 18     |                                  | Declarat desert pel jurat   |
| 2007 | 19     | El meu germà Pol                 | Isabel-Clara Simó i Monllor |
| 2008 | 20     | El col·leccionista de fades      | Josep Ballester i Roca      |
| 2009 | 21     | La casa de gel                   | Joan Pons Pons              |
| 2010 | 22     | Els embolics dels Hoover         | Joaquim Biendicho Vidal     |
| 2011 | 23     | La trampa del desig              | Urbà Lozano i Rovira        |
| 2012 | 24     | El retorn de Macbeth             | Francesc Puigpelat i Valls  |
| 2013 | 25     | Les escopinades dels escarabats  | Andreu Martín i Farrero     |
| 2014 | 26     | L'ombra del mal                  | Lluís Miret                 |
| 2015 | 27     | El temps és mentida              | Joanjo Garcia Navarro       |
| 2016 | 28     | Amics per sempre                 | Lluís-Anton Baulenas i Setó |
| 2017 | 29     | Què saps de Vidal Palau?         | Vicent Borràs Castañer      |
| 2018 | 30     | La mirada de vidre               | Anna Moner Colonques        |
| 2019 | 31     | No sabràs el teu nom             | Vicent Usó i Mezquita       |
| 2020 | 32     | Els fantasmes i Madame Levy      | Jordi Torrent               |
| 2021 | 33     | El món comença                   | Marià Veloy                 |
| 2022 | 34     | Cremareu aquesta carta           | Tomàs Llopis                |
| 2023 | 35     | Nascuts del fang                 | Víctor Labrado              |
| 2024 | 36     | El blau al meu costat            | Eva Moreno Bosch            |